# Frederik Nanning
Frederik Willem Nanning (Utrecht, 4 settembre 1892 – Eindhoven, 12 giugno 1958) è stato un compositore di scacchi olandese.
Fu direttore per molti anni della rivista Tijdschrift van de Koninglijke Nederlandse Schaakbond.
Nel 1933 scrisse il libro "Het oplossen van Schaak problemen", su come risolvere i problemi di scacchi, che ebbe cinque edizioni.
Insieme con Albertus Koldijk scrisse il libro "Thema-Boek", con esempi di 300 temi e termini problemistici (Eindhoven, 1948).
Anche i suoi fratelli Willem (1870-1932) e Alexander (1878-1936) sono stati compositori di scacchi. 
Tre suoi problemi:
|   | a | b | c | d | e | f | g | h |   |
| 8 | c8 alfiere del bianco · d7 torre del nero · f7 pedone del nero · g7 donna del nero · h7 cavallo del bianco · g5 pedone del nero · a4 torre del bianco · d4 alfiere del bianco · e4 re del nero · g4 pedone del bianco · g3 donna del bianco · a2 re del bianco · c2 pedone del bianco · a1 alfiere del nero · b1 cavallo del bianco | c8 alfiere del bianco · d7 torre del nero · f7 pedone del nero · g7 donna del nero · h7 cavallo del bianco · g5 pedone del nero · a4 torre del bianco · d4 alfiere del bianco · e4 re del nero · g4 pedone del bianco · g3 donna del bianco · a2 re del bianco · c2 pedone del bianco · a1 alfiere del nero · b1 cavallo del bianco | c8 alfiere del bianco · d7 torre del nero · f7 pedone del nero · g7 donna del nero · h7 cavallo del bianco · g5 pedone del nero · a4 torre del bianco · d4 alfiere del bianco · e4 re del nero · g4 pedone del bianco · g3 donna del bianco · a2 re del bianco · c2 pedone del bianco · a1 alfiere del nero · b1 cavallo del bianco | c8 alfiere del bianco · d7 torre del nero · f7 pedone del nero · g7 donna del nero · h7 cavallo del bianco · g5 pedone del nero · a4 torre del bianco · d4 alfiere del bianco · e4 re del nero · g4 pedone del bianco · g3 donna del bianco · a2 re del bianco · c2 pedone del bianco · a1 alfiere del nero · b1 cavallo del bianco | c8 alfiere del bianco · d7 torre del nero · f7 pedone del nero · g7 donna del nero · h7 cavallo del bianco · g5 pedone del nero · a4 torre del bianco · d4 alfiere del bianco · e4 re del nero · g4 pedone del bianco · g3 donna del bianco · a2 re del bianco · c2 pedone del bianco · a1 alfiere del nero · b1 cavallo del bianco | c8 alfiere del bianco · d7 torre del nero · f7 pedone del nero · g7 donna del nero · h7 cavallo del bianco · g5 pedone del nero · a4 torre del bianco · d4 alfiere del bianco · e4 re del nero · g4 pedone del bianco · g3 donna del bianco · a2 re del bianco · c2 pedone del bianco · a1 alfiere del nero · b1 cavallo del bianco | c8 alfiere del bianco · d7 torre del nero · f7 pedone del nero · g7 donna del nero · h7 cavallo del bianco · g5 pedone del nero · a4 torre del bianco · d4 alfiere del bianco · e4 re del nero · g4 pedone del bianco · g3 donna del bianco · a2 re del bianco · c2 pedone del bianco · a1 alfiere del nero · b1 cavallo del bianco | c8 alfiere del bianco · d7 torre del nero · f7 pedone del nero · g7 donna del nero · h7 cavallo del bianco · g5 pedone del nero · a4 torre del bianco · d4 alfiere del bianco · e4 re del nero · g4 pedone del bianco · g3 donna del bianco · a2 re del bianco · c2 pedone del bianco · a1 alfiere del nero · b1 cavallo del bianco | 8 |
| 7 | c8 alfiere del bianco · d7 torre del nero · f7 pedone del nero · g7 donna del nero · h7 cavallo del bianco · g5 pedone del nero · a4 torre del bianco · d4 alfiere del bianco · e4 re del nero · g4 pedone del bianco · g3 donna del bianco · a2 re del bianco · c2 pedone del bianco · a1 alfiere del nero · b1 cavallo del bianco | c8 alfiere del bianco · d7 torre del nero · f7 pedone del nero · g7 donna del nero · h7 cavallo del bianco · g5 pedone del nero · a4 torre del bianco · d4 alfiere del bianco · e4 re del nero · g4 pedone del bianco · g3 donna del bianco · a2 re del bianco · c2 pedone del bianco · a1 alfiere del nero · b1 cavallo del bianco | c8 alfiere del bianco · d7 torre del nero · f7 pedone del nero · g7 donna del nero · h7 cavallo del bianco · g5 pedone del nero · a4 torre del bianco · d4 alfiere del bianco · e4 re del nero · g4 pedone del bianco · g3 donna del bianco · a2 re del bianco · c2 pedone del bianco · a1 alfiere del nero · b1 cavallo del bianco | c8 alfiere del bianco · d7 torre del nero · f7 pedone del nero · g7 donna del nero · h7 cavallo del bianco · g5 pedone del nero · a4 torre del bianco · d4 alfiere del bianco · e4 re del nero · g4 pedone del bianco · g3 donna del bianco · a2 re del bianco · c2 pedone del bianco · a1 alfiere del nero · b1 cavallo del bianco | c8 alfiere del bianco · d7 torre del nero · f7 pedone del nero · g7 donna del nero · h7 cavallo del bianco · g5 pedone del nero · a4 torre del bianco · d4 alfiere del bianco · e4 re del nero · g4 pedone del bianco · g3 donna del bianco · a2 re del bianco · c2 pedone del bianco · a1 alfiere del nero · b1 cavallo del bianco | c8 alfiere del bianco · d7 torre del nero · f7 pedone del nero · g7 donna del nero · h7 cavallo del bianco · g5 pedone del nero · a4 torre del bianco · d4 alfiere del bianco · e4 re del nero · g4 pedone del bianco · g3 donna del bianco · a2 re del bianco · c2 pedone del bianco · a1 alfiere del nero · b1 cavallo del bianco | c8 alfiere del bianco · d7 torre del nero · f7 pedone del nero · g7 donna del nero · h7 cavallo del bianco · g5 pedone del nero · a4 torre del bianco · d4 alfiere del bianco · e4 re del nero · g4 pedone del bianco · g3 donna del bianco · a2 re del bianco · c2 pedone del bianco · a1 alfiere del nero · b1 cavallo del bianco | c8 alfiere del bianco · d7 torre del nero · f7 pedone del nero · g7 donna del nero · h7 cavallo del bianco · g5 pedone del nero · a4 torre del bianco · d4 alfiere del bianco · e4 re del nero · g4 pedone del bianco · g3 donna del bianco · a2 re del bianco · c2 pedone del bianco · a1 alfiere del nero · b1 cavallo del bianco | 7 |
| 6 | c8 alfiere del bianco · d7 torre del nero · f7 pedone del nero · g7 donna del nero · h7 cavallo del bianco · g5 pedone del nero · a4 torre del bianco · d4 alfiere del bianco · e4 re del nero · g4 pedone del bianco · g3 donna del bianco · a2 re del bianco · c2 pedone del bianco · a1 alfiere del nero · b1 cavallo del bianco | c8 alfiere del bianco · d7 torre del nero · f7 pedone del nero · g7 donna del nero · h7 cavallo del bianco · g5 pedone del nero · a4 torre del bianco · d4 alfiere del bianco · e4 re del nero · g4 pedone del bianco · g3 donna del bianco · a2 re del bianco · c2 pedone del bianco · a1 alfiere del nero · b1 cavallo del bianco | c8 alfiere del bianco · d7 torre del nero · f7 pedone del nero · g7 donna del nero · h7 cavallo del bianco · g5 pedone del nero · a4 torre del bianco · d4 alfiere del bianco · e4 re del nero · g4 pedone del bianco · g3 donna del bianco · a2 re del bianco · c2 pedone del bianco · a1 alfiere del nero · b1 cavallo del bianco | c8 alfiere del bianco · d7 torre del nero · f7 pedone del nero · g7 donna del nero · h7 cavallo del bianco · g5 pedone del nero · a4 torre del bianco · d4 alfiere del bianco · e4 re del nero · g4 pedone del bianco · g3 donna del bianco · a2 re del bianco · c2 pedone del bianco · a1 alfiere del nero · b1 cavallo del bianco | c8 alfiere del bianco · d7 torre del nero · f7 pedone del nero · g7 donna del nero · h7 cavallo del bianco · g5 pedone del nero · a4 torre del bianco · d4 alfiere del bianco · e4 re del nero · g4 pedone del bianco · g3 donna del bianco · a2 re del bianco · c2 pedone del bianco · a1 alfiere del nero · b1 cavallo del bianco | c8 alfiere del bianco · d7 torre del nero · f7 pedone del nero · g7 donna del nero · h7 cavallo del bianco · g5 pedone del nero · a4 torre del bianco · d4 alfiere del bianco · e4 re del nero · g4 pedone del bianco · g3 donna del bianco · a2 re del bianco · c2 pedone del bianco · a1 alfiere del nero · b1 cavallo del bianco | c8 alfiere del bianco · d7 torre del nero · f7 pedone del nero · g7 donna del nero · h7 cavallo del bianco · g5 pedone del nero · a4 torre del bianco · d4 alfiere del bianco · e4 re del nero · g4 pedone del bianco · g3 donna del bianco · a2 re del bianco · c2 pedone del bianco · a1 alfiere del nero · b1 cavallo del bianco | c8 alfiere del bianco · d7 torre del nero · f7 pedone del nero · g7 donna del nero · h7 cavallo del bianco · g5 pedone del nero · a4 torre del bianco · d4 alfiere del bianco · e4 re del nero · g4 pedone del bianco · g3 donna del bianco · a2 re del bianco · c2 pedone del bianco · a1 alfiere del nero · b1 cavallo del bianco | 6 |
| 5 | c8 alfiere del bianco · d7 torre del nero · f7 pedone del nero · g7 donna del nero · h7 cavallo del bianco · g5 pedone del nero · a4 torre del bianco · d4 alfiere del bianco · e4 re del nero · g4 pedone del bianco · g3 donna del bianco · a2 re del bianco · c2 pedone del bianco · a1 alfiere del nero · b1 cavallo del bianco | c8 alfiere del bianco · d7 torre del nero · f7 pedone del nero · g7 donna del nero · h7 cavallo del bianco · g5 pedone del nero · a4 torre del bianco · d4 alfiere del bianco · e4 re del nero · g4 pedone del bianco · g3 donna del bianco · a2 re del bianco · c2 pedone del bianco · a1 alfiere del nero · b1 cavallo del bianco | c8 alfiere del bianco · d7 torre del nero · f7 pedone del nero · g7 donna del nero · h7 cavallo del bianco · g5 pedone del nero · a4 torre del bianco · d4 alfiere del bianco · e4 re del nero · g4 pedone del bianco · g3 donna del bianco · a2 re del bianco · c2 pedone del bianco · a1 alfiere del nero · b1 cavallo del bianco | c8 alfiere del bianco · d7 torre del nero · f7 pedone del nero · g7 donna del nero · h7 cavallo del bianco · g5 pedone del nero · a4 torre del bianco · d4 alfiere del bianco · e4 re del nero · g4 pedone del bianco · g3 donna del bianco · a2 re del bianco · c2 pedone del bianco · a1 alfiere del nero · b1 cavallo del bianco | c8 alfiere del bianco · d7 torre del nero · f7 pedone del nero · g7 donna del nero · h7 cavallo del bianco · g5 pedone del nero · a4 torre del bianco · d4 alfiere del bianco · e4 re del nero · g4 pedone del bianco · g3 donna del bianco · a2 re del bianco · c2 pedone del bianco · a1 alfiere del nero · b1 cavallo del bianco | c8 alfiere del bianco · d7 torre del nero · f7 pedone del nero · g7 donna del nero · h7 cavallo del bianco · g5 pedone del nero · a4 torre del bianco · d4 alfiere del bianco · e4 re del nero · g4 pedone del bianco · g3 donna del bianco · a2 re del bianco · c2 pedone del bianco · a1 alfiere del nero · b1 cavallo del bianco | c8 alfiere del bianco · d7 torre del nero · f7 pedone del nero · g7 donna del nero · h7 cavallo del bianco · g5 pedone del nero · a4 torre del bianco · d4 alfiere del bianco · e4 re del nero · g4 pedone del bianco · g3 donna del bianco · a2 re del bianco · c2 pedone del bianco · a1 alfiere del nero · b1 cavallo del bianco | c8 alfiere del bianco · d7 torre del nero · f7 pedone del nero · g7 donna del nero · h7 cavallo del bianco · g5 pedone del nero · a4 torre del bianco · d4 alfiere del bianco · e4 re del nero · g4 pedone del bianco · g3 donna del bianco · a2 re del bianco · c2 pedone del bianco · a1 alfiere del nero · b1 cavallo del bianco | 5 |
| 4 | c8 alfiere del bianco · d7 torre del nero · f7 pedone del nero · g7 donna del nero · h7 cavallo del bianco · g5 pedone del nero · a4 torre del bianco · d4 alfiere del bianco · e4 re del nero · g4 pedone del bianco · g3 donna del bianco · a2 re del bianco · c2 pedone del bianco · a1 alfiere del nero · b1 cavallo del bianco | c8 alfiere del bianco · d7 torre del nero · f7 pedone del nero · g7 donna del nero · h7 cavallo del bianco · g5 pedone del nero · a4 torre del bianco · d4 alfiere del bianco · e4 re del nero · g4 pedone del bianco · g3 donna del bianco · a2 re del bianco · c2 pedone del bianco · a1 alfiere del nero · b1 cavallo del bianco | c8 alfiere del bianco · d7 torre del nero · f7 pedone del nero · g7 donna del nero · h7 cavallo del bianco · g5 pedone del nero · a4 torre del bianco · d4 alfiere del bianco · e4 re del nero · g4 pedone del bianco · g3 donna del bianco · a2 re del bianco · c2 pedone del bianco · a1 alfiere del nero · b1 cavallo del bianco | c8 alfiere del bianco · d7 torre del nero · f7 pedone del nero · g7 donna del nero · h7 cavallo del bianco · g5 pedone del nero · a4 torre del bianco · d4 alfiere del bianco · e4 re del nero · g4 pedone del bianco · g3 donna del bianco · a2 re del bianco · c2 pedone del bianco · a1 alfiere del nero · b1 cavallo del bianco | c8 alfiere del bianco · d7 torre del nero · f7 pedone del nero · g7 donna del nero · h7 cavallo del bianco · g5 pedone del nero · a4 torre del bianco · d4 alfiere del bianco · e4 re del nero · g4 pedone del bianco · g3 donna del bianco · a2 re del bianco · c2 pedone del bianco · a1 alfiere del nero · b1 cavallo del bianco | c8 alfiere del bianco · d7 torre del nero · f7 pedone del nero · g7 donna del nero · h7 cavallo del bianco · g5 pedone del nero · a4 torre del bianco · d4 alfiere del bianco · e4 re del nero · g4 pedone del bianco · g3 donna del bianco · a2 re del bianco · c2 pedone del bianco · a1 alfiere del nero · b1 cavallo del bianco | c8 alfiere del bianco · d7 torre del nero · f7 pedone del nero · g7 donna del nero · h7 cavallo del bianco · g5 pedone del nero · a4 torre del bianco · d4 alfiere del bianco · e4 re del nero · g4 pedone del bianco · g3 donna del bianco · a2 re del bianco · c2 pedone del bianco · a1 alfiere del nero · b1 cavallo del bianco | c8 alfiere del bianco · d7 torre del nero · f7 pedone del nero · g7 donna del nero · h7 cavallo del bianco · g5 pedone del nero · a4 torre del bianco · d4 alfiere del bianco · e4 re del nero · g4 pedone del bianco · g3 donna del bianco · a2 re del bianco · c2 pedone del bianco · a1 alfiere del nero · b1 cavallo del bianco | 4 |
| 3 | c8 alfiere del bianco · d7 torre del nero · f7 pedone del nero · g7 donna del nero · h7 cavallo del bianco · g5 pedone del nero · a4 torre del bianco · d4 alfiere del bianco · e4 re del nero · g4 pedone del bianco · g3 donna del bianco · a2 re del bianco · c2 pedone del bianco · a1 alfiere del nero · b1 cavallo del bianco | c8 alfiere del bianco · d7 torre del nero · f7 pedone del nero · g7 donna del nero · h7 cavallo del bianco · g5 pedone del nero · a4 torre del bianco · d4 alfiere del bianco · e4 re del nero · g4 pedone del bianco · g3 donna del bianco · a2 re del bianco · c2 pedone del bianco · a1 alfiere del nero · b1 cavallo del bianco | c8 alfiere del bianco · d7 torre del nero · f7 pedone del nero · g7 donna del nero · h7 cavallo del bianco · g5 pedone del nero · a4 torre del bianco · d4 alfiere del bianco · e4 re del nero · g4 pedone del bianco · g3 donna del bianco · a2 re del bianco · c2 pedone del bianco · a1 alfiere del nero · b1 cavallo del bianco | c8 alfiere del bianco · d7 torre del nero · f7 pedone del nero · g7 donna del nero · h7 cavallo del bianco · g5 pedone del nero · a4 torre del bianco · d4 alfiere del bianco · e4 re del nero · g4 pedone del bianco · g3 donna del bianco · a2 re del bianco · c2 pedone del bianco · a1 alfiere del nero · b1 cavallo del bianco | c8 alfiere del bianco · d7 torre del nero · f7 pedone del nero · g7 donna del nero · h7 cavallo del bianco · g5 pedone del nero · a4 torre del bianco · d4 alfiere del bianco · e4 re del nero · g4 pedone del bianco · g3 donna del bianco · a2 re del bianco · c2 pedone del bianco · a1 alfiere del nero · b1 cavallo del bianco | c8 alfiere del bianco · d7 torre del nero · f7 pedone del nero · g7 donna del nero · h7 cavallo del bianco · g5 pedone del nero · a4 torre del bianco · d4 alfiere del bianco · e4 re del nero · g4 pedone del bianco · g3 donna del bianco · a2 re del bianco · c2 pedone del bianco · a1 alfiere del nero · b1 cavallo del bianco | c8 alfiere del bianco · d7 torre del nero · f7 pedone del nero · g7 donna del nero · h7 cavallo del bianco · g5 pedone del nero · a4 torre del bianco · d4 alfiere del bianco · e4 re del nero · g4 pedone del bianco · g3 donna del bianco · a2 re del bianco · c2 pedone del bianco · a1 alfiere del nero · b1 cavallo del bianco | c8 alfiere del bianco · d7 torre del nero · f7 pedone del nero · g7 donna del nero · h7 cavallo del bianco · g5 pedone del nero · a4 torre del bianco · d4 alfiere del bianco · e4 re del nero · g4 pedone del bianco · g3 donna del bianco · a2 re del bianco · c2 pedone del bianco · a1 alfiere del nero · b1 cavallo del bianco | 3 |
| 2 | c8 alfiere del bianco · d7 torre del nero · f7 pedone del nero · g7 donna del nero · h7 cavallo del bianco · g5 pedone del nero · a4 torre del bianco · d4 alfiere del bianco · e4 re del nero · g4 pedone del bianco · g3 donna del bianco · a2 re del bianco · c2 pedone del bianco · a1 alfiere del nero · b1 cavallo del bianco | c8 alfiere del bianco · d7 torre del nero · f7 pedone del nero · g7 donna del nero · h7 cavallo del bianco · g5 pedone del nero · a4 torre del bianco · d4 alfiere del bianco · e4 re del nero · g4 pedone del bianco · g3 donna del bianco · a2 re del bianco · c2 pedone del bianco · a1 alfiere del nero · b1 cavallo del bianco | c8 alfiere del bianco · d7 torre del nero · f7 pedone del nero · g7 donna del nero · h7 cavallo del bianco · g5 pedone del nero · a4 torre del bianco · d4 alfiere del bianco · e4 re del nero · g4 pedone del bianco · g3 donna del bianco · a2 re del bianco · c2 pedone del bianco · a1 alfiere del nero · b1 cavallo del bianco | c8 alfiere del bianco · d7 torre del nero · f7 pedone del nero · g7 donna del nero · h7 cavallo del bianco · g5 pedone del nero · a4 torre del bianco · d4 alfiere del bianco · e4 re del nero · g4 pedone del bianco · g3 donna del bianco · a2 re del bianco · c2 pedone del bianco · a1 alfiere del nero · b1 cavallo del bianco | c8 alfiere del bianco · d7 torre del nero · f7 pedone del nero · g7 donna del nero · h7 cavallo del bianco · g5 pedone del nero · a4 torre del bianco · d4 alfiere del bianco · e4 re del nero · g4 pedone del bianco · g3 donna del bianco · a2 re del bianco · c2 pedone del bianco · a1 alfiere del nero · b1 cavallo del bianco | c8 alfiere del bianco · d7 torre del nero · f7 pedone del nero · g7 donna del nero · h7 cavallo del bianco · g5 pedone del nero · a4 torre del bianco · d4 alfiere del bianco · e4 re del nero · g4 pedone del bianco · g3 donna del bianco · a2 re del bianco · c2 pedone del bianco · a1 alfiere del nero · b1 cavallo del bianco | c8 alfiere del bianco · d7 torre del nero · f7 pedone del nero · g7 donna del nero · h7 cavallo del bianco · g5 pedone del nero · a4 torre del bianco · d4 alfiere del bianco · e4 re del nero · g4 pedone del bianco · g3 donna del bianco · a2 re del bianco · c2 pedone del bianco · a1 alfiere del nero · b1 cavallo del bianco | c8 alfiere del bianco · d7 torre del nero · f7 pedone del nero · g7 donna del nero · h7 cavallo del bianco · g5 pedone del nero · a4 torre del bianco · d4 alfiere del bianco · e4 re del nero · g4 pedone del bianco · g3 donna del bianco · a2 re del bianco · c2 pedone del bianco · a1 alfiere del nero · b1 cavallo del bianco | 2 |
| 1 | c8 alfiere del bianco · d7 torre del nero · f7 pedone del nero · g7 donna del nero · h7 cavallo del bianco · g5 pedone del nero · a4 torre del bianco · d4 alfiere del bianco · e4 re del nero · g4 pedone del bianco · g3 donna del bianco · a2 re del bianco · c2 pedone del bianco · a1 alfiere del nero · b1 cavallo del bianco | c8 alfiere del bianco · d7 torre del nero · f7 pedone del nero · g7 donna del nero · h7 cavallo del bianco · g5 pedone del nero · a4 torre del bianco · d4 alfiere del bianco · e4 re del nero · g4 pedone del bianco · g3 donna del bianco · a2 re del bianco · c2 pedone del bianco · a1 alfiere del nero · b1 cavallo del bianco | c8 alfiere del bianco · d7 torre del nero · f7 pedone del nero · g7 donna del nero · h7 cavallo del bianco · g5 pedone del nero · a4 torre del bianco · d4 alfiere del bianco · e4 re del nero · g4 pedone del bianco · g3 donna del bianco · a2 re del bianco · c2 pedone del bianco · a1 alfiere del nero · b1 cavallo del bianco | c8 alfiere del bianco · d7 torre del nero · f7 pedone del nero · g7 donna del nero · h7 cavallo del bianco · g5 pedone del nero · a4 torre del bianco · d4 alfiere del bianco · e4 re del nero · g4 pedone del bianco · g3 donna del bianco · a2 re del bianco · c2 pedone del bianco · a1 alfiere del nero · b1 cavallo del bianco | c8 alfiere del bianco · d7 torre del nero · f7 pedone del nero · g7 donna del nero · h7 cavallo del bianco · g5 pedone del nero · a4 torre del bianco · d4 alfiere del bianco · e4 re del nero · g4 pedone del bianco · g3 donna del bianco · a2 re del bianco · c2 pedone del bianco · a1 alfiere del nero · b1 cavallo del bianco | c8 alfiere del bianco · d7 torre del nero · f7 pedone del nero · g7 donna del nero · h7 cavallo del bianco · g5 pedone del nero · a4 torre del bianco · d4 alfiere del bianco · e4 re del nero · g4 pedone del bianco · g3 donna del bianco · a2 re del bianco · c2 pedone del bianco · a1 alfiere del nero · b1 cavallo del bianco | c8 alfiere del bianco · d7 torre del nero · f7 pedone del nero · g7 donna del nero · h7 cavallo del bianco · g5 pedone del nero · a4 torre del bianco · d4 alfiere del bianco · e4 re del nero · g4 pedone del bianco · g3 donna del bianco · a2 re del bianco · c2 pedone del bianco · a1 alfiere del nero · b1 cavallo del bianco | c8 alfiere del bianco · d7 torre del nero · f7 pedone del nero · g7 donna del nero · h7 cavallo del bianco · g5 pedone del nero · a4 torre del bianco · d4 alfiere del bianco · e4 re del nero · g4 pedone del bianco · g3 donna del bianco · a2 re del bianco · c2 pedone del bianco · a1 alfiere del nero · b1 cavallo del bianco | 1 |
|   | a | b | c | d | e | f | g | h |   |

|   | a | b | c | d | e | f | g | h |   |
| 8 | c7 pedone del nero · e7 pedone del nero · f7 torre del nero · a6 re del bianco · c6 alfiere del bianco · e6 pedone del bianco · h6 donna del bianco · a5 pedone del bianco · b5 cavallo del nero · f5 pedone del nero · c4 re del nero · d4 pedone del bianco · c3 pedone del bianco · f3 pedone del bianco · a2 pedone del bianco · b2 alfiere del bianco · e2 cavallo del bianco · f2 cavallo del nero · c1 cavallo del bianco · g1 alfiere del nero | c7 pedone del nero · e7 pedone del nero · f7 torre del nero · a6 re del bianco · c6 alfiere del bianco · e6 pedone del bianco · h6 donna del bianco · a5 pedone del bianco · b5 cavallo del nero · f5 pedone del nero · c4 re del nero · d4 pedone del bianco · c3 pedone del bianco · f3 pedone del bianco · a2 pedone del bianco · b2 alfiere del bianco · e2 cavallo del bianco · f2 cavallo del nero · c1 cavallo del bianco · g1 alfiere del nero | c7 pedone del nero · e7 pedone del nero · f7 torre del nero · a6 re del bianco · c6 alfiere del bianco · e6 pedone del bianco · h6 donna del bianco · a5 pedone del bianco · b5 cavallo del nero · f5 pedone del nero · c4 re del nero · d4 pedone del bianco · c3 pedone del bianco · f3 pedone del bianco · a2 pedone del bianco · b2 alfiere del bianco · e2 cavallo del bianco · f2 cavallo del nero · c1 cavallo del bianco · g1 alfiere del nero | c7 pedone del nero · e7 pedone del nero · f7 torre del nero · a6 re del bianco · c6 alfiere del bianco · e6 pedone del bianco · h6 donna del bianco · a5 pedone del bianco · b5 cavallo del nero · f5 pedone del nero · c4 re del nero · d4 pedone del bianco · c3 pedone del bianco · f3 pedone del bianco · a2 pedone del bianco · b2 alfiere del bianco · e2 cavallo del bianco · f2 cavallo del nero · c1 cavallo del bianco · g1 alfiere del nero | c7 pedone del nero · e7 pedone del nero · f7 torre del nero · a6 re del bianco · c6 alfiere del bianco · e6 pedone del bianco · h6 donna del bianco · a5 pedone del bianco · b5 cavallo del nero · f5 pedone del nero · c4 re del nero · d4 pedone del bianco · c3 pedone del bianco · f3 pedone del bianco · a2 pedone del bianco · b2 alfiere del bianco · e2 cavallo del bianco · f2 cavallo del nero · c1 cavallo del bianco · g1 alfiere del nero | c7 pedone del nero · e7 pedone del nero · f7 torre del nero · a6 re del bianco · c6 alfiere del bianco · e6 pedone del bianco · h6 donna del bianco · a5 pedone del bianco · b5 cavallo del nero · f5 pedone del nero · c4 re del nero · d4 pedone del bianco · c3 pedone del bianco · f3 pedone del bianco · a2 pedone del bianco · b2 alfiere del bianco · e2 cavallo del bianco · f2 cavallo del nero · c1 cavallo del bianco · g1 alfiere del nero | c7 pedone del nero · e7 pedone del nero · f7 torre del nero · a6 re del bianco · c6 alfiere del bianco · e6 pedone del bianco · h6 donna del bianco · a5 pedone del bianco · b5 cavallo del nero · f5 pedone del nero · c4 re del nero · d4 pedone del bianco · c3 pedone del bianco · f3 pedone del bianco · a2 pedone del bianco · b2 alfiere del bianco · e2 cavallo del bianco · f2 cavallo del nero · c1 cavallo del bianco · g1 alfiere del nero | c7 pedone del nero · e7 pedone del nero · f7 torre del nero · a6 re del bianco · c6 alfiere del bianco · e6 pedone del bianco · h6 donna del bianco · a5 pedone del bianco · b5 cavallo del nero · f5 pedone del nero · c4 re del nero · d4 pedone del bianco · c3 pedone del bianco · f3 pedone del bianco · a2 pedone del bianco · b2 alfiere del bianco · e2 cavallo del bianco · f2 cavallo del nero · c1 cavallo del bianco · g1 alfiere del nero | 8 |
| 7 | c7 pedone del nero · e7 pedone del nero · f7 torre del nero · a6 re del bianco · c6 alfiere del bianco · e6 pedone del bianco · h6 donna del bianco · a5 pedone del bianco · b5 cavallo del nero · f5 pedone del nero · c4 re del nero · d4 pedone del bianco · c3 pedone del bianco · f3 pedone del bianco · a2 pedone del bianco · b2 alfiere del bianco · e2 cavallo del bianco · f2 cavallo del nero · c1 cavallo del bianco · g1 alfiere del nero | c7 pedone del nero · e7 pedone del nero · f7 torre del nero · a6 re del bianco · c6 alfiere del bianco · e6 pedone del bianco · h6 donna del bianco · a5 pedone del bianco · b5 cavallo del nero · f5 pedone del nero · c4 re del nero · d4 pedone del bianco · c3 pedone del bianco · f3 pedone del bianco · a2 pedone del bianco · b2 alfiere del bianco · e2 cavallo del bianco · f2 cavallo del nero · c1 cavallo del bianco · g1 alfiere del nero | c7 pedone del nero · e7 pedone del nero · f7 torre del nero · a6 re del bianco · c6 alfiere del bianco · e6 pedone del bianco · h6 donna del bianco · a5 pedone del bianco · b5 cavallo del nero · f5 pedone del nero · c4 re del nero · d4 pedone del bianco · c3 pedone del bianco · f3 pedone del bianco · a2 pedone del bianco · b2 alfiere del bianco · e2 cavallo del bianco · f2 cavallo del nero · c1 cavallo del bianco · g1 alfiere del nero | c7 pedone del nero · e7 pedone del nero · f7 torre del nero · a6 re del bianco · c6 alfiere del bianco · e6 pedone del bianco · h6 donna del bianco · a5 pedone del bianco · b5 cavallo del nero · f5 pedone del nero · c4 re del nero · d4 pedone del bianco · c3 pedone del bianco · f3 pedone del bianco · a2 pedone del bianco · b2 alfiere del bianco · e2 cavallo del bianco · f2 cavallo del nero · c1 cavallo del bianco · g1 alfiere del nero | c7 pedone del nero · e7 pedone del nero · f7 torre del nero · a6 re del bianco · c6 alfiere del bianco · e6 pedone del bianco · h6 donna del bianco · a5 pedone del bianco · b5 cavallo del nero · f5 pedone del nero · c4 re del nero · d4 pedone del bianco · c3 pedone del bianco · f3 pedone del bianco · a2 pedone del bianco · b2 alfiere del bianco · e2 cavallo del bianco · f2 cavallo del nero · c1 cavallo del bianco · g1 alfiere del nero | c7 pedone del nero · e7 pedone del nero · f7 torre del nero · a6 re del bianco · c6 alfiere del bianco · e6 pedone del bianco · h6 donna del bianco · a5 pedone del bianco · b5 cavallo del nero · f5 pedone del nero · c4 re del nero · d4 pedone del bianco · c3 pedone del bianco · f3 pedone del bianco · a2 pedone del bianco · b2 alfiere del bianco · e2 cavallo del bianco · f2 cavallo del nero · c1 cavallo del bianco · g1 alfiere del nero | c7 pedone del nero · e7 pedone del nero · f7 torre del nero · a6 re del bianco · c6 alfiere del bianco · e6 pedone del bianco · h6 donna del bianco · a5 pedone del bianco · b5 cavallo del nero · f5 pedone del nero · c4 re del nero · d4 pedone del bianco · c3 pedone del bianco · f3 pedone del bianco · a2 pedone del bianco · b2 alfiere del bianco · e2 cavallo del bianco · f2 cavallo del nero · c1 cavallo del bianco · g1 alfiere del nero | c7 pedone del nero · e7 pedone del nero · f7 torre del nero · a6 re del bianco · c6 alfiere del bianco · e6 pedone del bianco · h6 donna del bianco · a5 pedone del bianco · b5 cavallo del nero · f5 pedone del nero · c4 re del nero · d4 pedone del bianco · c3 pedone del bianco · f3 pedone del bianco · a2 pedone del bianco · b2 alfiere del bianco · e2 cavallo del bianco · f2 cavallo del nero · c1 cavallo del bianco · g1 alfiere del nero | 7 |
| 6 | c7 pedone del nero · e7 pedone del nero · f7 torre del nero · a6 re del bianco · c6 alfiere del bianco · e6 pedone del bianco · h6 donna del bianco · a5 pedone del bianco · b5 cavallo del nero · f5 pedone del nero · c4 re del nero · d4 pedone del bianco · c3 pedone del bianco · f3 pedone del bianco · a2 pedone del bianco · b2 alfiere del bianco · e2 cavallo del bianco · f2 cavallo del nero · c1 cavallo del bianco · g1 alfiere del nero | c7 pedone del nero · e7 pedone del nero · f7 torre del nero · a6 re del bianco · c6 alfiere del bianco · e6 pedone del bianco · h6 donna del bianco · a5 pedone del bianco · b5 cavallo del nero · f5 pedone del nero · c4 re del nero · d4 pedone del bianco · c3 pedone del bianco · f3 pedone del bianco · a2 pedone del bianco · b2 alfiere del bianco · e2 cavallo del bianco · f2 cavallo del nero · c1 cavallo del bianco · g1 alfiere del nero | c7 pedone del nero · e7 pedone del nero · f7 torre del nero · a6 re del bianco · c6 alfiere del bianco · e6 pedone del bianco · h6 donna del bianco · a5 pedone del bianco · b5 cavallo del nero · f5 pedone del nero · c4 re del nero · d4 pedone del bianco · c3 pedone del bianco · f3 pedone del bianco · a2 pedone del bianco · b2 alfiere del bianco · e2 cavallo del bianco · f2 cavallo del nero · c1 cavallo del bianco · g1 alfiere del nero | c7 pedone del nero · e7 pedone del nero · f7 torre del nero · a6 re del bianco · c6 alfiere del bianco · e6 pedone del bianco · h6 donna del bianco · a5 pedone del bianco · b5 cavallo del nero · f5 pedone del nero · c4 re del nero · d4 pedone del bianco · c3 pedone del bianco · f3 pedone del bianco · a2 pedone del bianco · b2 alfiere del bianco · e2 cavallo del bianco · f2 cavallo del nero · c1 cavallo del bianco · g1 alfiere del nero | c7 pedone del nero · e7 pedone del nero · f7 torre del nero · a6 re del bianco · c6 alfiere del bianco · e6 pedone del bianco · h6 donna del bianco · a5 pedone del bianco · b5 cavallo del nero · f5 pedone del nero · c4 re del nero · d4 pedone del bianco · c3 pedone del bianco · f3 pedone del bianco · a2 pedone del bianco · b2 alfiere del bianco · e2 cavallo del bianco · f2 cavallo del nero · c1 cavallo del bianco · g1 alfiere del nero | c7 pedone del nero · e7 pedone del nero · f7 torre del nero · a6 re del bianco · c6 alfiere del bianco · e6 pedone del bianco · h6 donna del bianco · a5 pedone del bianco · b5 cavallo del nero · f5 pedone del nero · c4 re del nero · d4 pedone del bianco · c3 pedone del bianco · f3 pedone del bianco · a2 pedone del bianco · b2 alfiere del bianco · e2 cavallo del bianco · f2 cavallo del nero · c1 cavallo del bianco · g1 alfiere del nero | c7 pedone del nero · e7 pedone del nero · f7 torre del nero · a6 re del bianco · c6 alfiere del bianco · e6 pedone del bianco · h6 donna del bianco · a5 pedone del bianco · b5 cavallo del nero · f5 pedone del nero · c4 re del nero · d4 pedone del bianco · c3 pedone del bianco · f3 pedone del bianco · a2 pedone del bianco · b2 alfiere del bianco · e2 cavallo del bianco · f2 cavallo del nero · c1 cavallo del bianco · g1 alfiere del nero | c7 pedone del nero · e7 pedone del nero · f7 torre del nero · a6 re del bianco · c6 alfiere del bianco · e6 pedone del bianco · h6 donna del bianco · a5 pedone del bianco · b5 cavallo del nero · f5 pedone del nero · c4 re del nero · d4 pedone del bianco · c3 pedone del bianco · f3 pedone del bianco · a2 pedone del bianco · b2 alfiere del bianco · e2 cavallo del bianco · f2 cavallo del nero · c1 cavallo del bianco · g1 alfiere del nero | 6 |
| 5 | c7 pedone del nero · e7 pedone del nero · f7 torre del nero · a6 re del bianco · c6 alfiere del bianco · e6 pedone del bianco · h6 donna del bianco · a5 pedone del bianco · b5 cavallo del nero · f5 pedone del nero · c4 re del nero · d4 pedone del bianco · c3 pedone del bianco · f3 pedone del bianco · a2 pedone del bianco · b2 alfiere del bianco · e2 cavallo del bianco · f2 cavallo del nero · c1 cavallo del bianco · g1 alfiere del nero | c7 pedone del nero · e7 pedone del nero · f7 torre del nero · a6 re del bianco · c6 alfiere del bianco · e6 pedone del bianco · h6 donna del bianco · a5 pedone del bianco · b5 cavallo del nero · f5 pedone del nero · c4 re del nero · d4 pedone del bianco · c3 pedone del bianco · f3 pedone del bianco · a2 pedone del bianco · b2 alfiere del bianco · e2 cavallo del bianco · f2 cavallo del nero · c1 cavallo del bianco · g1 alfiere del nero | c7 pedone del nero · e7 pedone del nero · f7 torre del nero · a6 re del bianco · c6 alfiere del bianco · e6 pedone del bianco · h6 donna del bianco · a5 pedone del bianco · b5 cavallo del nero · f5 pedone del nero · c4 re del nero · d4 pedone del bianco · c3 pedone del bianco · f3 pedone del bianco · a2 pedone del bianco · b2 alfiere del bianco · e2 cavallo del bianco · f2 cavallo del nero · c1 cavallo del bianco · g1 alfiere del nero | c7 pedone del nero · e7 pedone del nero · f7 torre del nero · a6 re del bianco · c6 alfiere del bianco · e6 pedone del bianco · h6 donna del bianco · a5 pedone del bianco · b5 cavallo del nero · f5 pedone del nero · c4 re del nero · d4 pedone del bianco · c3 pedone del bianco · f3 pedone del bianco · a2 pedone del bianco · b2 alfiere del bianco · e2 cavallo del bianco · f2 cavallo del nero · c1 cavallo del bianco · g1 alfiere del nero | c7 pedone del nero · e7 pedone del nero · f7 torre del nero · a6 re del bianco · c6 alfiere del bianco · e6 pedone del bianco · h6 donna del bianco · a5 pedone del bianco · b5 cavallo del nero · f5 pedone del nero · c4 re del nero · d4 pedone del bianco · c3 pedone del bianco · f3 pedone del bianco · a2 pedone del bianco · b2 alfiere del bianco · e2 cavallo del bianco · f2 cavallo del nero · c1 cavallo del bianco · g1 alfiere del nero | c7 pedone del nero · e7 pedone del nero · f7 torre del nero · a6 re del bianco · c6 alfiere del bianco · e6 pedone del bianco · h6 donna del bianco · a5 pedone del bianco · b5 cavallo del nero · f5 pedone del nero · c4 re del nero · d4 pedone del bianco · c3 pedone del bianco · f3 pedone del bianco · a2 pedone del bianco · b2 alfiere del bianco · e2 cavallo del bianco · f2 cavallo del nero · c1 cavallo del bianco · g1 alfiere del nero | c7 pedone del nero · e7 pedone del nero · f7 torre del nero · a6 re del bianco · c6 alfiere del bianco · e6 pedone del bianco · h6 donna del bianco · a5 pedone del bianco · b5 cavallo del nero · f5 pedone del nero · c4 re del nero · d4 pedone del bianco · c3 pedone del bianco · f3 pedone del bianco · a2 pedone del bianco · b2 alfiere del bianco · e2 cavallo del bianco · f2 cavallo del nero · c1 cavallo del bianco · g1 alfiere del nero | c7 pedone del nero · e7 pedone del nero · f7 torre del nero · a6 re del bianco · c6 alfiere del bianco · e6 pedone del bianco · h6 donna del bianco · a5 pedone del bianco · b5 cavallo del nero · f5 pedone del nero · c4 re del nero · d4 pedone del bianco · c3 pedone del bianco · f3 pedone del bianco · a2 pedone del bianco · b2 alfiere del bianco · e2 cavallo del bianco · f2 cavallo del nero · c1 cavallo del bianco · g1 alfiere del nero | 5 |
| 4 | c7 pedone del nero · e7 pedone del nero · f7 torre del nero · a6 re del bianco · c6 alfiere del bianco · e6 pedone del bianco · h6 donna del bianco · a5 pedone del bianco · b5 cavallo del nero · f5 pedone del nero · c4 re del nero · d4 pedone del bianco · c3 pedone del bianco · f3 pedone del bianco · a2 pedone del bianco · b2 alfiere del bianco · e2 cavallo del bianco · f2 cavallo del nero · c1 cavallo del bianco · g1 alfiere del nero | c7 pedone del nero · e7 pedone del nero · f7 torre del nero · a6 re del bianco · c6 alfiere del bianco · e6 pedone del bianco · h6 donna del bianco · a5 pedone del bianco · b5 cavallo del nero · f5 pedone del nero · c4 re del nero · d4 pedone del bianco · c3 pedone del bianco · f3 pedone del bianco · a2 pedone del bianco · b2 alfiere del bianco · e2 cavallo del bianco · f2 cavallo del nero · c1 cavallo del bianco · g1 alfiere del nero | c7 pedone del nero · e7 pedone del nero · f7 torre del nero · a6 re del bianco · c6 alfiere del bianco · e6 pedone del bianco · h6 donna del bianco · a5 pedone del bianco · b5 cavallo del nero · f5 pedone del nero · c4 re del nero · d4 pedone del bianco · c3 pedone del bianco · f3 pedone del bianco · a2 pedone del bianco · b2 alfiere del bianco · e2 cavallo del bianco · f2 cavallo del nero · c1 cavallo del bianco · g1 alfiere del nero | c7 pedone del nero · e7 pedone del nero · f7 torre del nero · a6 re del bianco · c6 alfiere del bianco · e6 pedone del bianco · h6 donna del bianco · a5 pedone del bianco · b5 cavallo del nero · f5 pedone del nero · c4 re del nero · d4 pedone del bianco · c3 pedone del bianco · f3 pedone del bianco · a2 pedone del bianco · b2 alfiere del bianco · e2 cavallo del bianco · f2 cavallo del nero · c1 cavallo del bianco · g1 alfiere del nero | c7 pedone del nero · e7 pedone del nero · f7 torre del nero · a6 re del bianco · c6 alfiere del bianco · e6 pedone del bianco · h6 donna del bianco · a5 pedone del bianco · b5 cavallo del nero · f5 pedone del nero · c4 re del nero · d4 pedone del bianco · c3 pedone del bianco · f3 pedone del bianco · a2 pedone del bianco · b2 alfiere del bianco · e2 cavallo del bianco · f2 cavallo del nero · c1 cavallo del bianco · g1 alfiere del nero | c7 pedone del nero · e7 pedone del nero · f7 torre del nero · a6 re del bianco · c6 alfiere del bianco · e6 pedone del bianco · h6 donna del bianco · a5 pedone del bianco · b5 cavallo del nero · f5 pedone del nero · c4 re del nero · d4 pedone del bianco · c3 pedone del bianco · f3 pedone del bianco · a2 pedone del bianco · b2 alfiere del bianco · e2 cavallo del bianco · f2 cavallo del nero · c1 cavallo del bianco · g1 alfiere del nero | c7 pedone del nero · e7 pedone del nero · f7 torre del nero · a6 re del bianco · c6 alfiere del bianco · e6 pedone del bianco · h6 donna del bianco · a5 pedone del bianco · b5 cavallo del nero · f5 pedone del nero · c4 re del nero · d4 pedone del bianco · c3 pedone del bianco · f3 pedone del bianco · a2 pedone del bianco · b2 alfiere del bianco · e2 cavallo del bianco · f2 cavallo del nero · c1 cavallo del bianco · g1 alfiere del nero | c7 pedone del nero · e7 pedone del nero · f7 torre del nero · a6 re del bianco · c6 alfiere del bianco · e6 pedone del bianco · h6 donna del bianco · a5 pedone del bianco · b5 cavallo del nero · f5 pedone del nero · c4 re del nero · d4 pedone del bianco · c3 pedone del bianco · f3 pedone del bianco · a2 pedone del bianco · b2 alfiere del bianco · e2 cavallo del bianco · f2 cavallo del nero · c1 cavallo del bianco · g1 alfiere del nero | 4 |
| 3 | c7 pedone del nero · e7 pedone del nero · f7 torre del nero · a6 re del bianco · c6 alfiere del bianco · e6 pedone del bianco · h6 donna del bianco · a5 pedone del bianco · b5 cavallo del nero · f5 pedone del nero · c4 re del nero · d4 pedone del bianco · c3 pedone del bianco · f3 pedone del bianco · a2 pedone del bianco · b2 alfiere del bianco · e2 cavallo del bianco · f2 cavallo del nero · c1 cavallo del bianco · g1 alfiere del nero | c7 pedone del nero · e7 pedone del nero · f7 torre del nero · a6 re del bianco · c6 alfiere del bianco · e6 pedone del bianco · h6 donna del bianco · a5 pedone del bianco · b5 cavallo del nero · f5 pedone del nero · c4 re del nero · d4 pedone del bianco · c3 pedone del bianco · f3 pedone del bianco · a2 pedone del bianco · b2 alfiere del bianco · e2 cavallo del bianco · f2 cavallo del nero · c1 cavallo del bianco · g1 alfiere del nero | c7 pedone del nero · e7 pedone del nero · f7 torre del nero · a6 re del bianco · c6 alfiere del bianco · e6 pedone del bianco · h6 donna del bianco · a5 pedone del bianco · b5 cavallo del nero · f5 pedone del nero · c4 re del nero · d4 pedone del bianco · c3 pedone del bianco · f3 pedone del bianco · a2 pedone del bianco · b2 alfiere del bianco · e2 cavallo del bianco · f2 cavallo del nero · c1 cavallo del bianco · g1 alfiere del nero | c7 pedone del nero · e7 pedone del nero · f7 torre del nero · a6 re del bianco · c6 alfiere del bianco · e6 pedone del bianco · h6 donna del bianco · a5 pedone del bianco · b5 cavallo del nero · f5 pedone del nero · c4 re del nero · d4 pedone del bianco · c3 pedone del bianco · f3 pedone del bianco · a2 pedone del bianco · b2 alfiere del bianco · e2 cavallo del bianco · f2 cavallo del nero · c1 cavallo del bianco · g1 alfiere del nero | c7 pedone del nero · e7 pedone del nero · f7 torre del nero · a6 re del bianco · c6 alfiere del bianco · e6 pedone del bianco · h6 donna del bianco · a5 pedone del bianco · b5 cavallo del nero · f5 pedone del nero · c4 re del nero · d4 pedone del bianco · c3 pedone del bianco · f3 pedone del bianco · a2 pedone del bianco · b2 alfiere del bianco · e2 cavallo del bianco · f2 cavallo del nero · c1 cavallo del bianco · g1 alfiere del nero | c7 pedone del nero · e7 pedone del nero · f7 torre del nero · a6 re del bianco · c6 alfiere del bianco · e6 pedone del bianco · h6 donna del bianco · a5 pedone del bianco · b5 cavallo del nero · f5 pedone del nero · c4 re del nero · d4 pedone del bianco · c3 pedone del bianco · f3 pedone del bianco · a2 pedone del bianco · b2 alfiere del bianco · e2 cavallo del bianco · f2 cavallo del nero · c1 cavallo del bianco · g1 alfiere del nero | c7 pedone del nero · e7 pedone del nero · f7 torre del nero · a6 re del bianco · c6 alfiere del bianco · e6 pedone del bianco · h6 donna del bianco · a5 pedone del bianco · b5 cavallo del nero · f5 pedone del nero · c4 re del nero · d4 pedone del bianco · c3 pedone del bianco · f3 pedone del bianco · a2 pedone del bianco · b2 alfiere del bianco · e2 cavallo del bianco · f2 cavallo del nero · c1 cavallo del bianco · g1 alfiere del nero | c7 pedone del nero · e7 pedone del nero · f7 torre del nero · a6 re del bianco · c6 alfiere del bianco · e6 pedone del bianco · h6 donna del bianco · a5 pedone del bianco · b5 cavallo del nero · f5 pedone del nero · c4 re del nero · d4 pedone del bianco · c3 pedone del bianco · f3 pedone del bianco · a2 pedone del bianco · b2 alfiere del bianco · e2 cavallo del bianco · f2 cavallo del nero · c1 cavallo del bianco · g1 alfiere del nero | 3 |
| 2 | c7 pedone del nero · e7 pedone del nero · f7 torre del nero · a6 re del bianco · c6 alfiere del bianco · e6 pedone del bianco · h6 donna del bianco · a5 pedone del bianco · b5 cavallo del nero · f5 pedone del nero · c4 re del nero · d4 pedone del bianco · c3 pedone del bianco · f3 pedone del bianco · a2 pedone del bianco · b2 alfiere del bianco · e2 cavallo del bianco · f2 cavallo del nero · c1 cavallo del bianco · g1 alfiere del nero | c7 pedone del nero · e7 pedone del nero · f7 torre del nero · a6 re del bianco · c6 alfiere del bianco · e6 pedone del bianco · h6 donna del bianco · a5 pedone del bianco · b5 cavallo del nero · f5 pedone del nero · c4 re del nero · d4 pedone del bianco · c3 pedone del bianco · f3 pedone del bianco · a2 pedone del bianco · b2 alfiere del bianco · e2 cavallo del bianco · f2 cavallo del nero · c1 cavallo del bianco · g1 alfiere del nero | c7 pedone del nero · e7 pedone del nero · f7 torre del nero · a6 re del bianco · c6 alfiere del bianco · e6 pedone del bianco · h6 donna del bianco · a5 pedone del bianco · b5 cavallo del nero · f5 pedone del nero · c4 re del nero · d4 pedone del bianco · c3 pedone del bianco · f3 pedone del bianco · a2 pedone del bianco · b2 alfiere del bianco · e2 cavallo del bianco · f2 cavallo del nero · c1 cavallo del bianco · g1 alfiere del nero | c7 pedone del nero · e7 pedone del nero · f7 torre del nero · a6 re del bianco · c6 alfiere del bianco · e6 pedone del bianco · h6 donna del bianco · a5 pedone del bianco · b5 cavallo del nero · f5 pedone del nero · c4 re del nero · d4 pedone del bianco · c3 pedone del bianco · f3 pedone del bianco · a2 pedone del bianco · b2 alfiere del bianco · e2 cavallo del bianco · f2 cavallo del nero · c1 cavallo del bianco · g1 alfiere del nero | c7 pedone del nero · e7 pedone del nero · f7 torre del nero · a6 re del bianco · c6 alfiere del bianco · e6 pedone del bianco · h6 donna del bianco · a5 pedone del bianco · b5 cavallo del nero · f5 pedone del nero · c4 re del nero · d4 pedone del bianco · c3 pedone del bianco · f3 pedone del bianco · a2 pedone del bianco · b2 alfiere del bianco · e2 cavallo del bianco · f2 cavallo del nero · c1 cavallo del bianco · g1 alfiere del nero | c7 pedone del nero · e7 pedone del nero · f7 torre del nero · a6 re del bianco · c6 alfiere del bianco · e6 pedone del bianco · h6 donna del bianco · a5 pedone del bianco · b5 cavallo del nero · f5 pedone del nero · c4 re del nero · d4 pedone del bianco · c3 pedone del bianco · f3 pedone del bianco · a2 pedone del bianco · b2 alfiere del bianco · e2 cavallo del bianco · f2 cavallo del nero · c1 cavallo del bianco · g1 alfiere del nero | c7 pedone del nero · e7 pedone del nero · f7 torre del nero · a6 re del bianco · c6 alfiere del bianco · e6 pedone del bianco · h6 donna del bianco · a5 pedone del bianco · b5 cavallo del nero · f5 pedone del nero · c4 re del nero · d4 pedone del bianco · c3 pedone del bianco · f3 pedone del bianco · a2 pedone del bianco · b2 alfiere del bianco · e2 cavallo del bianco · f2 cavallo del nero · c1 cavallo del bianco · g1 alfiere del nero | c7 pedone del nero · e7 pedone del nero · f7 torre del nero · a6 re del bianco · c6 alfiere del bianco · e6 pedone del bianco · h6 donna del bianco · a5 pedone del bianco · b5 cavallo del nero · f5 pedone del nero · c4 re del nero · d4 pedone del bianco · c3 pedone del bianco · f3 pedone del bianco · a2 pedone del bianco · b2 alfiere del bianco · e2 cavallo del bianco · f2 cavallo del nero · c1 cavallo del bianco · g1 alfiere del nero | 2 |
| 1 | c7 pedone del nero · e7 pedone del nero · f7 torre del nero · a6 re del bianco · c6 alfiere del bianco · e6 pedone del bianco · h6 donna del bianco · a5 pedone del bianco · b5 cavallo del nero · f5 pedone del nero · c4 re del nero · d4 pedone del bianco · c3 pedone del bianco · f3 pedone del bianco · a2 pedone del bianco · b2 alfiere del bianco · e2 cavallo del bianco · f2 cavallo del nero · c1 cavallo del bianco · g1 alfiere del nero | c7 pedone del nero · e7 pedone del nero · f7 torre del nero · a6 re del bianco · c6 alfiere del bianco · e6 pedone del bianco · h6 donna del bianco · a5 pedone del bianco · b5 cavallo del nero · f5 pedone del nero · c4 re del nero · d4 pedone del bianco · c3 pedone del bianco · f3 pedone del bianco · a2 pedone del bianco · b2 alfiere del bianco · e2 cavallo del bianco · f2 cavallo del nero · c1 cavallo del bianco · g1 alfiere del nero | c7 pedone del nero · e7 pedone del nero · f7 torre del nero · a6 re del bianco · c6 alfiere del bianco · e6 pedone del bianco · h6 donna del bianco · a5 pedone del bianco · b5 cavallo del nero · f5 pedone del nero · c4 re del nero · d4 pedone del bianco · c3 pedone del bianco · f3 pedone del bianco · a2 pedone del bianco · b2 alfiere del bianco · e2 cavallo del bianco · f2 cavallo del nero · c1 cavallo del bianco · g1 alfiere del nero | c7 pedone del nero · e7 pedone del nero · f7 torre del nero · a6 re del bianco · c6 alfiere del bianco · e6 pedone del bianco · h6 donna del bianco · a5 pedone del bianco · b5 cavallo del nero · f5 pedone del nero · c4 re del nero · d4 pedone del bianco · c3 pedone del bianco · f3 pedone del bianco · a2 pedone del bianco · b2 alfiere del bianco · e2 cavallo del bianco · f2 cavallo del nero · c1 cavallo del bianco · g1 alfiere del nero | c7 pedone del nero · e7 pedone del nero · f7 torre del nero · a6 re del bianco · c6 alfiere del bianco · e6 pedone del bianco · h6 donna del bianco · a5 pedone del bianco · b5 cavallo del nero · f5 pedone del nero · c4 re del nero · d4 pedone del bianco · c3 pedone del bianco · f3 pedone del bianco · a2 pedone del bianco · b2 alfiere del bianco · e2 cavallo del bianco · f2 cavallo del nero · c1 cavallo del bianco · g1 alfiere del nero | c7 pedone del nero · e7 pedone del nero · f7 torre del nero · a6 re del bianco · c6 alfiere del bianco · e6 pedone del bianco · h6 donna del bianco · a5 pedone del bianco · b5 cavallo del nero · f5 pedone del nero · c4 re del nero · d4 pedone del bianco · c3 pedone del bianco · f3 pedone del bianco · a2 pedone del bianco · b2 alfiere del bianco · e2 cavallo del bianco · f2 cavallo del nero · c1 cavallo del bianco · g1 alfiere del nero | c7 pedone del nero · e7 pedone del nero · f7 torre del nero · a6 re del bianco · c6 alfiere del bianco · e6 pedone del bianco · h6 donna del bianco · a5 pedone del bianco · b5 cavallo del nero · f5 pedone del nero · c4 re del nero · d4 pedone del bianco · c3 pedone del bianco · f3 pedone del bianco · a2 pedone del bianco · b2 alfiere del bianco · e2 cavallo del bianco · f2 cavallo del nero · c1 cavallo del bianco · g1 alfiere del nero | c7 pedone del nero · e7 pedone del nero · f7 torre del nero · a6 re del bianco · c6 alfiere del bianco · e6 pedone del bianco · h6 donna del bianco · a5 pedone del bianco · b5 cavallo del nero · f5 pedone del nero · c4 re del nero · d4 pedone del bianco · c3 pedone del bianco · f3 pedone del bianco · a2 pedone del bianco · b2 alfiere del bianco · e2 cavallo del bianco · f2 cavallo del nero · c1 cavallo del bianco · g1 alfiere del nero | 1 |
|   | a | b | c | d | e | f | g | h |   |

Soluzione:
 1. Aa3!  (min. 2. Axb5+ Rd5 3. c4#)
1... Cxa3 2. exf7 ... 3. De6#

1... Cxc3 2. Dd2 ... 3. Dxc3#

(2... Cd1/e4 3. Dd3#; 2... Cxa2 3. Dxa2#)

1... Cxd4 2. De3 ... 3. Dxd4#

|   | a | b | c | d | e | f | g | h |   |
| 8 | e8 torre del bianco · a7 alfiere del bianco · f7 pedone del nero · h7 donna del bianco · b6 torre del nero · f6 pedone del bianco · c5 donna del nero · d5 torre del nero · e5 alfiere del nero · f5 cavallo del bianco · b4 pedone del bianco · c4 pedone del bianco · e4 re del nero · f4 pedone del nero · h4 re del bianco · b3 pedone del bianco · c3 pedone del nero · d3 pedone del nero · g3 pedone del nero · a1 cavallo del nero · d1 alfiere del bianco · f1 cavallo del bianco · h1 alfiere del nero | e8 torre del bianco · a7 alfiere del bianco · f7 pedone del nero · h7 donna del bianco · b6 torre del nero · f6 pedone del bianco · c5 donna del nero · d5 torre del nero · e5 alfiere del nero · f5 cavallo del bianco · b4 pedone del bianco · c4 pedone del bianco · e4 re del nero · f4 pedone del nero · h4 re del bianco · b3 pedone del bianco · c3 pedone del nero · d3 pedone del nero · g3 pedone del nero · a1 cavallo del nero · d1 alfiere del bianco · f1 cavallo del bianco · h1 alfiere del nero | e8 torre del bianco · a7 alfiere del bianco · f7 pedone del nero · h7 donna del bianco · b6 torre del nero · f6 pedone del bianco · c5 donna del nero · d5 torre del nero · e5 alfiere del nero · f5 cavallo del bianco · b4 pedone del bianco · c4 pedone del bianco · e4 re del nero · f4 pedone del nero · h4 re del bianco · b3 pedone del bianco · c3 pedone del nero · d3 pedone del nero · g3 pedone del nero · a1 cavallo del nero · d1 alfiere del bianco · f1 cavallo del bianco · h1 alfiere del nero | e8 torre del bianco · a7 alfiere del bianco · f7 pedone del nero · h7 donna del bianco · b6 torre del nero · f6 pedone del bianco · c5 donna del nero · d5 torre del nero · e5 alfiere del nero · f5 cavallo del bianco · b4 pedone del bianco · c4 pedone del bianco · e4 re del nero · f4 pedone del nero · h4 re del bianco · b3 pedone del bianco · c3 pedone del nero · d3 pedone del nero · g3 pedone del nero · a1 cavallo del nero · d1 alfiere del bianco · f1 cavallo del bianco · h1 alfiere del nero | e8 torre del bianco · a7 alfiere del bianco · f7 pedone del nero · h7 donna del bianco · b6 torre del nero · f6 pedone del bianco · c5 donna del nero · d5 torre del nero · e5 alfiere del nero · f5 cavallo del bianco · b4 pedone del bianco · c4 pedone del bianco · e4 re del nero · f4 pedone del nero · h4 re del bianco · b3 pedone del bianco · c3 pedone del nero · d3 pedone del nero · g3 pedone del nero · a1 cavallo del nero · d1 alfiere del bianco · f1 cavallo del bianco · h1 alfiere del nero | e8 torre del bianco · a7 alfiere del bianco · f7 pedone del nero · h7 donna del bianco · b6 torre del nero · f6 pedone del bianco · c5 donna del nero · d5 torre del nero · e5 alfiere del nero · f5 cavallo del bianco · b4 pedone del bianco · c4 pedone del bianco · e4 re del nero · f4 pedone del nero · h4 re del bianco · b3 pedone del bianco · c3 pedone del nero · d3 pedone del nero · g3 pedone del nero · a1 cavallo del nero · d1 alfiere del bianco · f1 cavallo del bianco · h1 alfiere del nero | e8 torre del bianco · a7 alfiere del bianco · f7 pedone del nero · h7 donna del bianco · b6 torre del nero · f6 pedone del bianco · c5 donna del nero · d5 torre del nero · e5 alfiere del nero · f5 cavallo del bianco · b4 pedone del bianco · c4 pedone del bianco · e4 re del nero · f4 pedone del nero · h4 re del bianco · b3 pedone del bianco · c3 pedone del nero · d3 pedone del nero · g3 pedone del nero · a1 cavallo del nero · d1 alfiere del bianco · f1 cavallo del bianco · h1 alfiere del nero | e8 torre del bianco · a7 alfiere del bianco · f7 pedone del nero · h7 donna del bianco · b6 torre del nero · f6 pedone del bianco · c5 donna del nero · d5 torre del nero · e5 alfiere del nero · f5 cavallo del bianco · b4 pedone del bianco · c4 pedone del bianco · e4 re del nero · f4 pedone del nero · h4 re del bianco · b3 pedone del bianco · c3 pedone del nero · d3 pedone del nero · g3 pedone del nero · a1 cavallo del nero · d1 alfiere del bianco · f1 cavallo del bianco · h1 alfiere del nero | 8 |
| 7 | e8 torre del bianco · a7 alfiere del bianco · f7 pedone del nero · h7 donna del bianco · b6 torre del nero · f6 pedone del bianco · c5 donna del nero · d5 torre del nero · e5 alfiere del nero · f5 cavallo del bianco · b4 pedone del bianco · c4 pedone del bianco · e4 re del nero · f4 pedone del nero · h4 re del bianco · b3 pedone del bianco · c3 pedone del nero · d3 pedone del nero · g3 pedone del nero · a1 cavallo del nero · d1 alfiere del bianco · f1 cavallo del bianco · h1 alfiere del nero | e8 torre del bianco · a7 alfiere del bianco · f7 pedone del nero · h7 donna del bianco · b6 torre del nero · f6 pedone del bianco · c5 donna del nero · d5 torre del nero · e5 alfiere del nero · f5 cavallo del bianco · b4 pedone del bianco · c4 pedone del bianco · e4 re del nero · f4 pedone del nero · h4 re del bianco · b3 pedone del bianco · c3 pedone del nero · d3 pedone del nero · g3 pedone del nero · a1 cavallo del nero · d1 alfiere del bianco · f1 cavallo del bianco · h1 alfiere del nero | e8 torre del bianco · a7 alfiere del bianco · f7 pedone del nero · h7 donna del bianco · b6 torre del nero · f6 pedone del bianco · c5 donna del nero · d5 torre del nero · e5 alfiere del nero · f5 cavallo del bianco · b4 pedone del bianco · c4 pedone del bianco · e4 re del nero · f4 pedone del nero · h4 re del bianco · b3 pedone del bianco · c3 pedone del nero · d3 pedone del nero · g3 pedone del nero · a1 cavallo del nero · d1 alfiere del bianco · f1 cavallo del bianco · h1 alfiere del nero | e8 torre del bianco · a7 alfiere del bianco · f7 pedone del nero · h7 donna del bianco · b6 torre del nero · f6 pedone del bianco · c5 donna del nero · d5 torre del nero · e5 alfiere del nero · f5 cavallo del bianco · b4 pedone del bianco · c4 pedone del bianco · e4 re del nero · f4 pedone del nero · h4 re del bianco · b3 pedone del bianco · c3 pedone del nero · d3 pedone del nero · g3 pedone del nero · a1 cavallo del nero · d1 alfiere del bianco · f1 cavallo del bianco · h1 alfiere del nero | e8 torre del bianco · a7 alfiere del bianco · f7 pedone del nero · h7 donna del bianco · b6 torre del nero · f6 pedone del bianco · c5 donna del nero · d5 torre del nero · e5 alfiere del nero · f5 cavallo del bianco · b4 pedone del bianco · c4 pedone del bianco · e4 re del nero · f4 pedone del nero · h4 re del bianco · b3 pedone del bianco · c3 pedone del nero · d3 pedone del nero · g3 pedone del nero · a1 cavallo del nero · d1 alfiere del bianco · f1 cavallo del bianco · h1 alfiere del nero | e8 torre del bianco · a7 alfiere del bianco · f7 pedone del nero · h7 donna del bianco · b6 torre del nero · f6 pedone del bianco · c5 donna del nero · d5 torre del nero · e5 alfiere del nero · f5 cavallo del bianco · b4 pedone del bianco · c4 pedone del bianco · e4 re del nero · f4 pedone del nero · h4 re del bianco · b3 pedone del bianco · c3 pedone del nero · d3 pedone del nero · g3 pedone del nero · a1 cavallo del nero · d1 alfiere del bianco · f1 cavallo del bianco · h1 alfiere del nero | e8 torre del bianco · a7 alfiere del bianco · f7 pedone del nero · h7 donna del bianco · b6 torre del nero · f6 pedone del bianco · c5 donna del nero · d5 torre del nero · e5 alfiere del nero · f5 cavallo del bianco · b4 pedone del bianco · c4 pedone del bianco · e4 re del nero · f4 pedone del nero · h4 re del bianco · b3 pedone del bianco · c3 pedone del nero · d3 pedone del nero · g3 pedone del nero · a1 cavallo del nero · d1 alfiere del bianco · f1 cavallo del bianco · h1 alfiere del nero | e8 torre del bianco · a7 alfiere del bianco · f7 pedone del nero · h7 donna del bianco · b6 torre del nero · f6 pedone del bianco · c5 donna del nero · d5 torre del nero · e5 alfiere del nero · f5 cavallo del bianco · b4 pedone del bianco · c4 pedone del bianco · e4 re del nero · f4 pedone del nero · h4 re del bianco · b3 pedone del bianco · c3 pedone del nero · d3 pedone del nero · g3 pedone del nero · a1 cavallo del nero · d1 alfiere del bianco · f1 cavallo del bianco · h1 alfiere del nero | 7 |
| 6 | e8 torre del bianco · a7 alfiere del bianco · f7 pedone del nero · h7 donna del bianco · b6 torre del nero · f6 pedone del bianco · c5 donna del nero · d5 torre del nero · e5 alfiere del nero · f5 cavallo del bianco · b4 pedone del bianco · c4 pedone del bianco · e4 re del nero · f4 pedone del nero · h4 re del bianco · b3 pedone del bianco · c3 pedone del nero · d3 pedone del nero · g3 pedone del nero · a1 cavallo del nero · d1 alfiere del bianco · f1 cavallo del bianco · h1 alfiere del nero | e8 torre del bianco · a7 alfiere del bianco · f7 pedone del nero · h7 donna del bianco · b6 torre del nero · f6 pedone del bianco · c5 donna del nero · d5 torre del nero · e5 alfiere del nero · f5 cavallo del bianco · b4 pedone del bianco · c4 pedone del bianco · e4 re del nero · f4 pedone del nero · h4 re del bianco · b3 pedone del bianco · c3 pedone del nero · d3 pedone del nero · g3 pedone del nero · a1 cavallo del nero · d1 alfiere del bianco · f1 cavallo del bianco · h1 alfiere del nero | e8 torre del bianco · a7 alfiere del bianco · f7 pedone del nero · h7 donna del bianco · b6 torre del nero · f6 pedone del bianco · c5 donna del nero · d5 torre del nero · e5 alfiere del nero · f5 cavallo del bianco · b4 pedone del bianco · c4 pedone del bianco · e4 re del nero · f4 pedone del nero · h4 re del bianco · b3 pedone del bianco · c3 pedone del nero · d3 pedone del nero · g3 pedone del nero · a1 cavallo del nero · d1 alfiere del bianco · f1 cavallo del bianco · h1 alfiere del nero | e8 torre del bianco · a7 alfiere del bianco · f7 pedone del nero · h7 donna del bianco · b6 torre del nero · f6 pedone del bianco · c5 donna del nero · d5 torre del nero · e5 alfiere del nero · f5 cavallo del bianco · b4 pedone del bianco · c4 pedone del bianco · e4 re del nero · f4 pedone del nero · h4 re del bianco · b3 pedone del bianco · c3 pedone del nero · d3 pedone del nero · g3 pedone del nero · a1 cavallo del nero · d1 alfiere del bianco · f1 cavallo del bianco · h1 alfiere del nero | e8 torre del bianco · a7 alfiere del bianco · f7 pedone del nero · h7 donna del bianco · b6 torre del nero · f6 pedone del bianco · c5 donna del nero · d5 torre del nero · e5 alfiere del nero · f5 cavallo del bianco · b4 pedone del bianco · c4 pedone del bianco · e4 re del nero · f4 pedone del nero · h4 re del bianco · b3 pedone del bianco · c3 pedone del nero · d3 pedone del nero · g3 pedone del nero · a1 cavallo del nero · d1 alfiere del bianco · f1 cavallo del bianco · h1 alfiere del nero | e8 torre del bianco · a7 alfiere del bianco · f7 pedone del nero · h7 donna del bianco · b6 torre del nero · f6 pedone del bianco · c5 donna del nero · d5 torre del nero · e5 alfiere del nero · f5 cavallo del bianco · b4 pedone del bianco · c4 pedone del bianco · e4 re del nero · f4 pedone del nero · h4 re del bianco · b3 pedone del bianco · c3 pedone del nero · d3 pedone del nero · g3 pedone del nero · a1 cavallo del nero · d1 alfiere del bianco · f1 cavallo del bianco · h1 alfiere del nero | e8 torre del bianco · a7 alfiere del bianco · f7 pedone del nero · h7 donna del bianco · b6 torre del nero · f6 pedone del bianco · c5 donna del nero · d5 torre del nero · e5 alfiere del nero · f5 cavallo del bianco · b4 pedone del bianco · c4 pedone del bianco · e4 re del nero · f4 pedone del nero · h4 re del bianco · b3 pedone del bianco · c3 pedone del nero · d3 pedone del nero · g3 pedone del nero · a1 cavallo del nero · d1 alfiere del bianco · f1 cavallo del bianco · h1 alfiere del nero | e8 torre del bianco · a7 alfiere del bianco · f7 pedone del nero · h7 donna del bianco · b6 torre del nero · f6 pedone del bianco · c5 donna del nero · d5 torre del nero · e5 alfiere del nero · f5 cavallo del bianco · b4 pedone del bianco · c4 pedone del bianco · e4 re del nero · f4 pedone del nero · h4 re del bianco · b3 pedone del bianco · c3 pedone del nero · d3 pedone del nero · g3 pedone del nero · a1 cavallo del nero · d1 alfiere del bianco · f1 cavallo del bianco · h1 alfiere del nero | 6 |
| 5 | e8 torre del bianco · a7 alfiere del bianco · f7 pedone del nero · h7 donna del bianco · b6 torre del nero · f6 pedone del bianco · c5 donna del nero · d5 torre del nero · e5 alfiere del nero · f5 cavallo del bianco · b4 pedone del bianco · c4 pedone del bianco · e4 re del nero · f4 pedone del nero · h4 re del bianco · b3 pedone del bianco · c3 pedone del nero · d3 pedone del nero · g3 pedone del nero · a1 cavallo del nero · d1 alfiere del bianco · f1 cavallo del bianco · h1 alfiere del nero | e8 torre del bianco · a7 alfiere del bianco · f7 pedone del nero · h7 donna del bianco · b6 torre del nero · f6 pedone del bianco · c5 donna del nero · d5 torre del nero · e5 alfiere del nero · f5 cavallo del bianco · b4 pedone del bianco · c4 pedone del bianco · e4 re del nero · f4 pedone del nero · h4 re del bianco · b3 pedone del bianco · c3 pedone del nero · d3 pedone del nero · g3 pedone del nero · a1 cavallo del nero · d1 alfiere del bianco · f1 cavallo del bianco · h1 alfiere del nero | e8 torre del bianco · a7 alfiere del bianco · f7 pedone del nero · h7 donna del bianco · b6 torre del nero · f6 pedone del bianco · c5 donna del nero · d5 torre del nero · e5 alfiere del nero · f5 cavallo del bianco · b4 pedone del bianco · c4 pedone del bianco · e4 re del nero · f4 pedone del nero · h4 re del bianco · b3 pedone del bianco · c3 pedone del nero · d3 pedone del nero · g3 pedone del nero · a1 cavallo del nero · d1 alfiere del bianco · f1 cavallo del bianco · h1 alfiere del nero | e8 torre del bianco · a7 alfiere del bianco · f7 pedone del nero · h7 donna del bianco · b6 torre del nero · f6 pedone del bianco · c5 donna del nero · d5 torre del nero · e5 alfiere del nero · f5 cavallo del bianco · b4 pedone del bianco · c4 pedone del bianco · e4 re del nero · f4 pedone del nero · h4 re del bianco · b3 pedone del bianco · c3 pedone del nero · d3 pedone del nero · g3 pedone del nero · a1 cavallo del nero · d1 alfiere del bianco · f1 cavallo del bianco · h1 alfiere del nero | e8 torre del bianco · a7 alfiere del bianco · f7 pedone del nero · h7 donna del bianco · b6 torre del nero · f6 pedone del bianco · c5 donna del nero · d5 torre del nero · e5 alfiere del nero · f5 cavallo del bianco · b4 pedone del bianco · c4 pedone del bianco · e4 re del nero · f4 pedone del nero · h4 re del bianco · b3 pedone del bianco · c3 pedone del nero · d3 pedone del nero · g3 pedone del nero · a1 cavallo del nero · d1 alfiere del bianco · f1 cavallo del bianco · h1 alfiere del nero | e8 torre del bianco · a7 alfiere del bianco · f7 pedone del nero · h7 donna del bianco · b6 torre del nero · f6 pedone del bianco · c5 donna del nero · d5 torre del nero · e5 alfiere del nero · f5 cavallo del bianco · b4 pedone del bianco · c4 pedone del bianco · e4 re del nero · f4 pedone del nero · h4 re del bianco · b3 pedone del bianco · c3 pedone del nero · d3 pedone del nero · g3 pedone del nero · a1 cavallo del nero · d1 alfiere del bianco · f1 cavallo del bianco · h1 alfiere del nero | e8 torre del bianco · a7 alfiere del bianco · f7 pedone del nero · h7 donna del bianco · b6 torre del nero · f6 pedone del bianco · c5 donna del nero · d5 torre del nero · e5 alfiere del nero · f5 cavallo del bianco · b4 pedone del bianco · c4 pedone del bianco · e4 re del nero · f4 pedone del nero · h4 re del bianco · b3 pedone del bianco · c3 pedone del nero · d3 pedone del nero · g3 pedone del nero · a1 cavallo del nero · d1 alfiere del bianco · f1 cavallo del bianco · h1 alfiere del nero | e8 torre del bianco · a7 alfiere del bianco · f7 pedone del nero · h7 donna del bianco · b6 torre del nero · f6 pedone del bianco · c5 donna del nero · d5 torre del nero · e5 alfiere del nero · f5 cavallo del bianco · b4 pedone del bianco · c4 pedone del bianco · e4 re del nero · f4 pedone del nero · h4 re del bianco · b3 pedone del bianco · c3 pedone del nero · d3 pedone del nero · g3 pedone del nero · a1 cavallo del nero · d1 alfiere del bianco · f1 cavallo del bianco · h1 alfiere del nero | 5 |
| 4 | e8 torre del bianco · a7 alfiere del bianco · f7 pedone del nero · h7 donna del bianco · b6 torre del nero · f6 pedone del bianco · c5 donna del nero · d5 torre del nero · e5 alfiere del nero · f5 cavallo del bianco · b4 pedone del bianco · c4 pedone del bianco · e4 re del nero · f4 pedone del nero · h4 re del bianco · b3 pedone del bianco · c3 pedone del nero · d3 pedone del nero · g3 pedone del nero · a1 cavallo del nero · d1 alfiere del bianco · f1 cavallo del bianco · h1 alfiere del nero | e8 torre del bianco · a7 alfiere del bianco · f7 pedone del nero · h7 donna del bianco · b6 torre del nero · f6 pedone del bianco · c5 donna del nero · d5 torre del nero · e5 alfiere del nero · f5 cavallo del bianco · b4 pedone del bianco · c4 pedone del bianco · e4 re del nero · f4 pedone del nero · h4 re del bianco · b3 pedone del bianco · c3 pedone del nero · d3 pedone del nero · g3 pedone del nero · a1 cavallo del nero · d1 alfiere del bianco · f1 cavallo del bianco · h1 alfiere del nero | e8 torre del bianco · a7 alfiere del bianco · f7 pedone del nero · h7 donna del bianco · b6 torre del nero · f6 pedone del bianco · c5 donna del nero · d5 torre del nero · e5 alfiere del nero · f5 cavallo del bianco · b4 pedone del bianco · c4 pedone del bianco · e4 re del nero · f4 pedone del nero · h4 re del bianco · b3 pedone del bianco · c3 pedone del nero · d3 pedone del nero · g3 pedone del nero · a1 cavallo del nero · d1 alfiere del bianco · f1 cavallo del bianco · h1 alfiere del nero | e8 torre del bianco · a7 alfiere del bianco · f7 pedone del nero · h7 donna del bianco · b6 torre del nero · f6 pedone del bianco · c5 donna del nero · d5 torre del nero · e5 alfiere del nero · f5 cavallo del bianco · b4 pedone del bianco · c4 pedone del bianco · e4 re del nero · f4 pedone del nero · h4 re del bianco · b3 pedone del bianco · c3 pedone del nero · d3 pedone del nero · g3 pedone del nero · a1 cavallo del nero · d1 alfiere del bianco · f1 cavallo del bianco · h1 alfiere del nero | e8 torre del bianco · a7 alfiere del bianco · f7 pedone del nero · h7 donna del bianco · b6 torre del nero · f6 pedone del bianco · c5 donna del nero · d5 torre del nero · e5 alfiere del nero · f5 cavallo del bianco · b4 pedone del bianco · c4 pedone del bianco · e4 re del nero · f4 pedone del nero · h4 re del bianco · b3 pedone del bianco · c3 pedone del nero · d3 pedone del nero · g3 pedone del nero · a1 cavallo del nero · d1 alfiere del bianco · f1 cavallo del bianco · h1 alfiere del nero | e8 torre del bianco · a7 alfiere del bianco · f7 pedone del nero · h7 donna del bianco · b6 torre del nero · f6 pedone del bianco · c5 donna del nero · d5 torre del nero · e5 alfiere del nero · f5 cavallo del bianco · b4 pedone del bianco · c4 pedone del bianco · e4 re del nero · f4 pedone del nero · h4 re del bianco · b3 pedone del bianco · c3 pedone del nero · d3 pedone del nero · g3 pedone del nero · a1 cavallo del nero · d1 alfiere del bianco · f1 cavallo del bianco · h1 alfiere del nero | e8 torre del bianco · a7 alfiere del bianco · f7 pedone del nero · h7 donna del bianco · b6 torre del nero · f6 pedone del bianco · c5 donna del nero · d5 torre del nero · e5 alfiere del nero · f5 cavallo del bianco · b4 pedone del bianco · c4 pedone del bianco · e4 re del nero · f4 pedone del nero · h4 re del bianco · b3 pedone del bianco · c3 pedone del nero · d3 pedone del nero · g3 pedone del nero · a1 cavallo del nero · d1 alfiere del bianco · f1 cavallo del bianco · h1 alfiere del nero | e8 torre del bianco · a7 alfiere del bianco · f7 pedone del nero · h7 donna del bianco · b6 torre del nero · f6 pedone del bianco · c5 donna del nero · d5 torre del nero · e5 alfiere del nero · f5 cavallo del bianco · b4 pedone del bianco · c4 pedone del bianco · e4 re del nero · f4 pedone del nero · h4 re del bianco · b3 pedone del bianco · c3 pedone del nero · d3 pedone del nero · g3 pedone del nero · a1 cavallo del nero · d1 alfiere del bianco · f1 cavallo del bianco · h1 alfiere del nero | 4 |
| 3 | e8 torre del bianco · a7 alfiere del bianco · f7 pedone del nero · h7 donna del bianco · b6 torre del nero · f6 pedone del bianco · c5 donna del nero · d5 torre del nero · e5 alfiere del nero · f5 cavallo del bianco · b4 pedone del bianco · c4 pedone del bianco · e4 re del nero · f4 pedone del nero · h4 re del bianco · b3 pedone del bianco · c3 pedone del nero · d3 pedone del nero · g3 pedone del nero · a1 cavallo del nero · d1 alfiere del bianco · f1 cavallo del bianco · h1 alfiere del nero | e8 torre del bianco · a7 alfiere del bianco · f7 pedone del nero · h7 donna del bianco · b6 torre del nero · f6 pedone del bianco · c5 donna del nero · d5 torre del nero · e5 alfiere del nero · f5 cavallo del bianco · b4 pedone del bianco · c4 pedone del bianco · e4 re del nero · f4 pedone del nero · h4 re del bianco · b3 pedone del bianco · c3 pedone del nero · d3 pedone del nero · g3 pedone del nero · a1 cavallo del nero · d1 alfiere del bianco · f1 cavallo del bianco · h1 alfiere del nero | e8 torre del bianco · a7 alfiere del bianco · f7 pedone del nero · h7 donna del bianco · b6 torre del nero · f6 pedone del bianco · c5 donna del nero · d5 torre del nero · e5 alfiere del nero · f5 cavallo del bianco · b4 pedone del bianco · c4 pedone del bianco · e4 re del nero · f4 pedone del nero · h4 re del bianco · b3 pedone del bianco · c3 pedone del nero · d3 pedone del nero · g3 pedone del nero · a1 cavallo del nero · d1 alfiere del bianco · f1 cavallo del bianco · h1 alfiere del nero | e8 torre del bianco · a7 alfiere del bianco · f7 pedone del nero · h7 donna del bianco · b6 torre del nero · f6 pedone del bianco · c5 donna del nero · d5 torre del nero · e5 alfiere del nero · f5 cavallo del bianco · b4 pedone del bianco · c4 pedone del bianco · e4 re del nero · f4 pedone del nero · h4 re del bianco · b3 pedone del bianco · c3 pedone del nero · d3 pedone del nero · g3 pedone del nero · a1 cavallo del nero · d1 alfiere del bianco · f1 cavallo del bianco · h1 alfiere del nero | e8 torre del bianco · a7 alfiere del bianco · f7 pedone del nero · h7 donna del bianco · b6 torre del nero · f6 pedone del bianco · c5 donna del nero · d5 torre del nero · e5 alfiere del nero · f5 cavallo del bianco · b4 pedone del bianco · c4 pedone del bianco · e4 re del nero · f4 pedone del nero · h4 re del bianco · b3 pedone del bianco · c3 pedone del nero · d3 pedone del nero · g3 pedone del nero · a1 cavallo del nero · d1 alfiere del bianco · f1 cavallo del bianco · h1 alfiere del nero | e8 torre del bianco · a7 alfiere del bianco · f7 pedone del nero · h7 donna del bianco · b6 torre del nero · f6 pedone del bianco · c5 donna del nero · d5 torre del nero · e5 alfiere del nero · f5 cavallo del bianco · b4 pedone del bianco · c4 pedone del bianco · e4 re del nero · f4 pedone del nero · h4 re del bianco · b3 pedone del bianco · c3 pedone del nero · d3 pedone del nero · g3 pedone del nero · a1 cavallo del nero · d1 alfiere del bianco · f1 cavallo del bianco · h1 alfiere del nero | e8 torre del bianco · a7 alfiere del bianco · f7 pedone del nero · h7 donna del bianco · b6 torre del nero · f6 pedone del bianco · c5 donna del nero · d5 torre del nero · e5 alfiere del nero · f5 cavallo del bianco · b4 pedone del bianco · c4 pedone del bianco · e4 re del nero · f4 pedone del nero · h4 re del bianco · b3 pedone del bianco · c3 pedone del nero · d3 pedone del nero · g3 pedone del nero · a1 cavallo del nero · d1 alfiere del bianco · f1 cavallo del bianco · h1 alfiere del nero | e8 torre del bianco · a7 alfiere del bianco · f7 pedone del nero · h7 donna del bianco · b6 torre del nero · f6 pedone del bianco · c5 donna del nero · d5 torre del nero · e5 alfiere del nero · f5 cavallo del bianco · b4 pedone del bianco · c4 pedone del bianco · e4 re del nero · f4 pedone del nero · h4 re del bianco · b3 pedone del bianco · c3 pedone del nero · d3 pedone del nero · g3 pedone del nero · a1 cavallo del nero · d1 alfiere del bianco · f1 cavallo del bianco · h1 alfiere del nero | 3 |
| 2 | e8 torre del bianco · a7 alfiere del bianco · f7 pedone del nero · h7 donna del bianco · b6 torre del nero · f6 pedone del bianco · c5 donna del nero · d5 torre del nero · e5 alfiere del nero · f5 cavallo del bianco · b4 pedone del bianco · c4 pedone del bianco · e4 re del nero · f4 pedone del nero · h4 re del bianco · b3 pedone del bianco · c3 pedone del nero · d3 pedone del nero · g3 pedone del nero · a1 cavallo del nero · d1 alfiere del bianco · f1 cavallo del bianco · h1 alfiere del nero | e8 torre del bianco · a7 alfiere del bianco · f7 pedone del nero · h7 donna del bianco · b6 torre del nero · f6 pedone del bianco · c5 donna del nero · d5 torre del nero · e5 alfiere del nero · f5 cavallo del bianco · b4 pedone del bianco · c4 pedone del bianco · e4 re del nero · f4 pedone del nero · h4 re del bianco · b3 pedone del bianco · c3 pedone del nero · d3 pedone del nero · g3 pedone del nero · a1 cavallo del nero · d1 alfiere del bianco · f1 cavallo del bianco · h1 alfiere del nero | e8 torre del bianco · a7 alfiere del bianco · f7 pedone del nero · h7 donna del bianco · b6 torre del nero · f6 pedone del bianco · c5 donna del nero · d5 torre del nero · e5 alfiere del nero · f5 cavallo del bianco · b4 pedone del bianco · c4 pedone del bianco · e4 re del nero · f4 pedone del nero · h4 re del bianco · b3 pedone del bianco · c3 pedone del nero · d3 pedone del nero · g3 pedone del nero · a1 cavallo del nero · d1 alfiere del bianco · f1 cavallo del bianco · h1 alfiere del nero | e8 torre del bianco · a7 alfiere del bianco · f7 pedone del nero · h7 donna del bianco · b6 torre del nero · f6 pedone del bianco · c5 donna del nero · d5 torre del nero · e5 alfiere del nero · f5 cavallo del bianco · b4 pedone del bianco · c4 pedone del bianco · e4 re del nero · f4 pedone del nero · h4 re del bianco · b3 pedone del bianco · c3 pedone del nero · d3 pedone del nero · g3 pedone del nero · a1 cavallo del nero · d1 alfiere del bianco · f1 cavallo del bianco · h1 alfiere del nero | e8 torre del bianco · a7 alfiere del bianco · f7 pedone del nero · h7 donna del bianco · b6 torre del nero · f6 pedone del bianco · c5 donna del nero · d5 torre del nero · e5 alfiere del nero · f5 cavallo del bianco · b4 pedone del bianco · c4 pedone del bianco · e4 re del nero · f4 pedone del nero · h4 re del bianco · b3 pedone del bianco · c3 pedone del nero · d3 pedone del nero · g3 pedone del nero · a1 cavallo del nero · d1 alfiere del bianco · f1 cavallo del bianco · h1 alfiere del nero | e8 torre del bianco · a7 alfiere del bianco · f7 pedone del nero · h7 donna del bianco · b6 torre del nero · f6 pedone del bianco · c5 donna del nero · d5 torre del nero · e5 alfiere del nero · f5 cavallo del bianco · b4 pedone del bianco · c4 pedone del bianco · e4 re del nero · f4 pedone del nero · h4 re del bianco · b3 pedone del bianco · c3 pedone del nero · d3 pedone del nero · g3 pedone del nero · a1 cavallo del nero · d1 alfiere del bianco · f1 cavallo del bianco · h1 alfiere del nero | e8 torre del bianco · a7 alfiere del bianco · f7 pedone del nero · h7 donna del bianco · b6 torre del nero · f6 pedone del bianco · c5 donna del nero · d5 torre del nero · e5 alfiere del nero · f5 cavallo del bianco · b4 pedone del bianco · c4 pedone del bianco · e4 re del nero · f4 pedone del nero · h4 re del bianco · b3 pedone del bianco · c3 pedone del nero · d3 pedone del nero · g3 pedone del nero · a1 cavallo del nero · d1 alfiere del bianco · f1 cavallo del bianco · h1 alfiere del nero | e8 torre del bianco · a7 alfiere del bianco · f7 pedone del nero · h7 donna del bianco · b6 torre del nero · f6 pedone del bianco · c5 donna del nero · d5 torre del nero · e5 alfiere del nero · f5 cavallo del bianco · b4 pedone del bianco · c4 pedone del bianco · e4 re del nero · f4 pedone del nero · h4 re del bianco · b3 pedone del bianco · c3 pedone del nero · d3 pedone del nero · g3 pedone del nero · a1 cavallo del nero · d1 alfiere del bianco · f1 cavallo del bianco · h1 alfiere del nero | 2 |
| 1 | e8 torre del bianco · a7 alfiere del bianco · f7 pedone del nero · h7 donna del bianco · b6 torre del nero · f6 pedone del bianco · c5 donna del nero · d5 torre del nero · e5 alfiere del nero · f5 cavallo del bianco · b4 pedone del bianco · c4 pedone del bianco · e4 re del nero · f4 pedone del nero · h4 re del bianco · b3 pedone del bianco · c3 pedone del nero · d3 pedone del nero · g3 pedone del nero · a1 cavallo del nero · d1 alfiere del bianco · f1 cavallo del bianco · h1 alfiere del nero | e8 torre del bianco · a7 alfiere del bianco · f7 pedone del nero · h7 donna del bianco · b6 torre del nero · f6 pedone del bianco · c5 donna del nero · d5 torre del nero · e5 alfiere del nero · f5 cavallo del bianco · b4 pedone del bianco · c4 pedone del bianco · e4 re del nero · f4 pedone del nero · h4 re del bianco · b3 pedone del bianco · c3 pedone del nero · d3 pedone del nero · g3 pedone del nero · a1 cavallo del nero · d1 alfiere del bianco · f1 cavallo del bianco · h1 alfiere del nero | e8 torre del bianco · a7 alfiere del bianco · f7 pedone del nero · h7 donna del bianco · b6 torre del nero · f6 pedone del bianco · c5 donna del nero · d5 torre del nero · e5 alfiere del nero · f5 cavallo del bianco · b4 pedone del bianco · c4 pedone del bianco · e4 re del nero · f4 pedone del nero · h4 re del bianco · b3 pedone del bianco · c3 pedone del nero · d3 pedone del nero · g3 pedone del nero · a1 cavallo del nero · d1 alfiere del bianco · f1 cavallo del bianco · h1 alfiere del nero | e8 torre del bianco · a7 alfiere del bianco · f7 pedone del nero · h7 donna del bianco · b6 torre del nero · f6 pedone del bianco · c5 donna del nero · d5 torre del nero · e5 alfiere del nero · f5 cavallo del bianco · b4 pedone del bianco · c4 pedone del bianco · e4 re del nero · f4 pedone del nero · h4 re del bianco · b3 pedone del bianco · c3 pedone del nero · d3 pedone del nero · g3 pedone del nero · a1 cavallo del nero · d1 alfiere del bianco · f1 cavallo del bianco · h1 alfiere del nero | e8 torre del bianco · a7 alfiere del bianco · f7 pedone del nero · h7 donna del bianco · b6 torre del nero · f6 pedone del bianco · c5 donna del nero · d5 torre del nero · e5 alfiere del nero · f5 cavallo del bianco · b4 pedone del bianco · c4 pedone del bianco · e4 re del nero · f4 pedone del nero · h4 re del bianco · b3 pedone del bianco · c3 pedone del nero · d3 pedone del nero · g3 pedone del nero · a1 cavallo del nero · d1 alfiere del bianco · f1 cavallo del bianco · h1 alfiere del nero | e8 torre del bianco · a7 alfiere del bianco · f7 pedone del nero · h7 donna del bianco · b6 torre del nero · f6 pedone del bianco · c5 donna del nero · d5 torre del nero · e5 alfiere del nero · f5 cavallo del bianco · b4 pedone del bianco · c4 pedone del bianco · e4 re del nero · f4 pedone del nero · h4 re del bianco · b3 pedone del bianco · c3 pedone del nero · d3 pedone del nero · g3 pedone del nero · a1 cavallo del nero · d1 alfiere del bianco · f1 cavallo del bianco · h1 alfiere del nero | e8 torre del bianco · a7 alfiere del bianco · f7 pedone del nero · h7 donna del bianco · b6 torre del nero · f6 pedone del bianco · c5 donna del nero · d5 torre del nero · e5 alfiere del nero · f5 cavallo del bianco · b4 pedone del bianco · c4 pedone del bianco · e4 re del nero · f4 pedone del nero · h4 re del bianco · b3 pedone del bianco · c3 pedone del nero · d3 pedone del nero · g3 pedone del nero · a1 cavallo del nero · d1 alfiere del bianco · f1 cavallo del bianco · h1 alfiere del nero | e8 torre del bianco · a7 alfiere del bianco · f7 pedone del nero · h7 donna del bianco · b6 torre del nero · f6 pedone del bianco · c5 donna del nero · d5 torre del nero · e5 alfiere del nero · f5 cavallo del bianco · b4 pedone del bianco · c4 pedone del bianco · e4 re del nero · f4 pedone del nero · h4 re del bianco · b3 pedone del bianco · c3 pedone del nero · d3 pedone del nero · g3 pedone del nero · a1 cavallo del nero · d1 alfiere del bianco · f1 cavallo del bianco · h1 alfiere del nero | 1 |
|   | a | b | c | d | e | f | g | h |   |

Soluzione:
1. Rg5!  (min. 2. C1xg3+ fxg3 3. Dh4#)

1... Af3 2. C5h4+ Rd4 3. C4xf3#

1... d2 2. C5xg3+ Rdd4 3. Ce2#

1... Dg1/f2/e3/e7 2. Ce7+ Rd4 3. Cc6#